# Kyrillos Loukaris

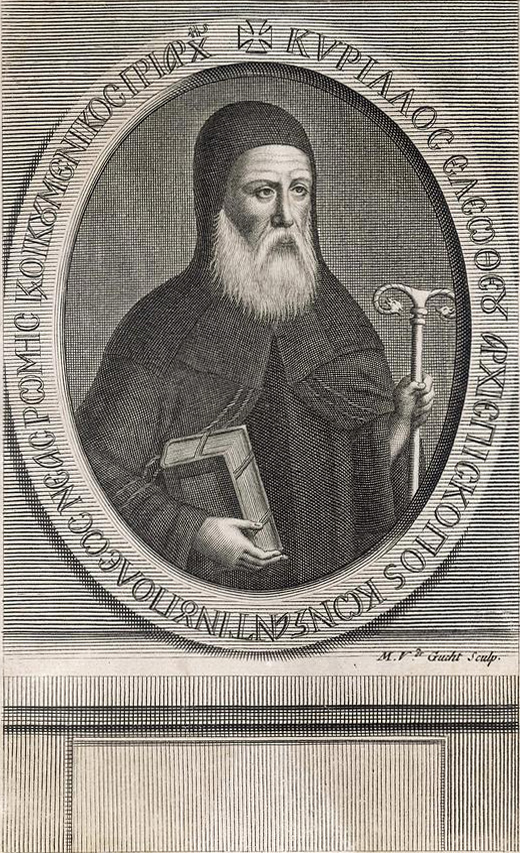
Kyrillos Loukaris

Kyrillos Loukaris (griechisch Κύριλλος Λούκαρις (Λούκαρης), lateinisch Cyrillus Lucaris; * 1572 in Candia, Kreta; † 27. Juni 1638 am Bosporus, Osmanisches Reich) war ein orthodoxer Geistlicher und Gelehrter. Er war griechisch-orthodoxer Patriarch von Alexandrien (1602–1620) und Ökumenischer Patriarch in Konstantinopel (1621–1638 mit Unterbrechungen). In seinen Schriften vertrat er teilweise protestantische oder als solche verdächtigte Ansichten.

## Leben

### Ausbildungen und Klosterjahre
Loukaris stammte aus Kreta. Er wuchs unter dem Einfluss seines Onkels Meletios Pegas, des späteren Patriarchen von Alexandrien, auf. Er studierte in Padua und Venedig. Danach wurde er auf Kreta Vorsteher eines orthodoxen Klosters.

### Polen-Litauen
1592 schickte ihn Meletios das erste Mal nach Russland und Polen-Litauen, um Einfluss auf die geplante Union der ruthenischen orthodoxen Kirche mit der römisch-katholischen Kirche zu nehmen. Kyrill unterrichtete auch an der Ostroger Akademie griechische Sprache und war dort Rektor.
1596 nahm er als Exarch des Patriarchen an den Versammlungen des orthodoxen Klerus in Polen-Litauen teil, die die Union von Brest mit Rom ablehnten. 1597 ernannte ihn Patriarch Meletios zum provisorischen Nachfolger des Metropoliten von Kiew, der die Union mit dem römischen Papst angenommen hatte. Kyrill konnte dieses Amt allerdings nicht ausüben und musste Polen-Litauen verlassen.
Er ging nach Wittenberg und Genf als den wichtigsten Zentren des Protestantismus und studierte dort. 1600 kehrte er auf Wunsch des polnischen Königs nach Polen-Litauen zurück, um zwischen der griechisch-katholischen und der orthodoxen Kirche zu vermitteln, allerdings ohne Erfolg.

### Patriarch von Alexandrien
1602 wurde er Patriarch von Alexandrien und amtierte als solcher bis zu seiner Erhebung zum Ökumenischen Patriarchen 1620.

### Patriarch von Konstantinopel
Den Stuhl des Konstantinopler Patriarchen gewann und verlor Loukaris mehrmals, je nach Stärke der innerkirchlichen Opposition und der auswärtigen christlichen Mächte gegensätzlicher Konfession:
- Kyrillos Lukaris (Patriarchatsverweser)
- Kyrillos I. Lukaris (zum zweiten Mal) 1620 – 1623
- Gregor II. 1623
- Anthimus II. 1623
- Kyrillos I. Lukaris (zum dritten Mal) 1623 – 1630,
- Kyrillos I. Lukaris (zum vierten Mal) 1630 – 1633
- Kyrillos II. Kontares 1633
- Kyrillos I. Lukaris (zum fünften Mal) 1633 – 1634
- Athanasios III. Patelaros 1634
- Kyrillos I. Lukaris (zum sechsten Mal) 1634 – 1635
- Kyrillos II. Kontares (zum zweiten Mal) 1635 – 1636
- Neophytus III. 1636 – 1637
- Kyrillos I. Lukaris (zum siebten Mal) 1637 – 1638
- Kyrillos II. Kontares (zum dritten Mal) 1638 – 1639

Zwischen 1622 und 1627 bereiste Loukaris Nord- und Westeuropa, unter anderem Bremen, Hamburg und Oxford. Er suchte die Unterstützung der Protestanten. Sein Gegner Kyrillos Kontares, der vom Jesuitenkolleg Galata stammte, sicherte sich hingegen die Unterstützung der katholischen Kirche, die durchaus bestrebt war, in Konstantinopel Fuß zu fassen.
Der Spionage für Russland beschuldigt, ließ Sultan Murad IV. Loukaris 1638 auf einem Schiff im Bosporus von Janitscharen umbringen. Sein abermaliger Nachfolger, Kyrillos II. Kontares, ließ ihn am 24. September 1638 durch eine orthodoxe Synode in Konstantinopel zum Ketzer erklären, um so seinen Anhang und Einfluss zurückzudrängen.

## Schriften
Eine Freundschaft verband ihn mit dem neo-aristotelischen Philosophen Theophilos Corydalleus, geistig stand ihm Johannes Coccejus nahe, jedoch ist mit ihm eine Freundschaft nicht schriftlich belegt.
- Confessio Fidei Orthodoxae Genf 1629. In diesem Werk kritisierte er die orthodoxe Kirche und vor allem deren Bilderverehrung und die Fürbittegottesdienste für die Toten.
- Cyrille Lucar: Sermons 1598–1602. Herausgegeben von Keetje Rozemond in Leyden. Reprint: E.J. Brill, Leiden 1974, ISBN 90-04-03976-7.

## Verehrung
Am 6. Oktober 2009 wurde er von der Synode in Alexandrien in den Kanon der Heiligen aufgenommen.